# Hankyu Takarazuka-lijn
De Hankyu Takarazuka-lijn  (阪急宝塚本線, Hankyū Takarazuka Honsen) is een spoorlijn tussen de steden Osaka en Kobe in Japan. De lijn maakt deel uit van het netwerk van het particuliere spoorbedrijf Hankyu in de regio Osaka-Kobe-Kioto.

## Geschiedenis
Op 10 maart 1910 opende de Minoo Arima Electric Tramway de hele lijn met 600 V gelijkstroom, het was toen nog geen voorstadslijn, zoals het nu is. De lijn is echter strategisch aangelegd, waardoor er woonwijken rondom de lijn werden gebouwd. In november 1910 werd er ook een dierentuin geopend in Minoo, een onsen in Takarazuka in mei 1911 en een honkbalveld in Toyonaka in 1913.
Het spoor tussen Umeda en Jūsō werd van 1920 tot 1926 met de opening van Kobe-lijn verdubbeld naar viersporig en tevens verhoogd.
In vergelijking met de Kobe-lijn waren de treinstellen klein en oud, pas in 1952 konden treinstellen van de Kobe-lijn op de Takarazuka-lijn rijden. Op 24 augustus 1969 werd de stroom 1500 V gelijkstroom. Toen het aantal reizigers toenam begon Hankyu op maart 1982 met 10-delige treinstellen te rijden op de lijn.
Na het verhogen van station Kawanishi-Noseguchi, konden treinen verder rijden over de Nose Electric Railway.

## Treindiensten
- Tokkyū (特急, intercity) rijdt van Nissei-Chūō op Nose Electric Railway naar Umeda in de ochtend en vice versa op werkdagen in de avonden.
- Tsūkin Tokkyū (通勤特急, intercity) rijdt alleen op werkdagen in de ochtend van Kawanishi-Noseguchi naar Umeda.
- Kyūkō (急行, intercity)
- Junkyū (準急, sneltrein) rijdt alleen op werkdagen in de ochtend.
- Futsu (普通, stoptrein) stopt op elk station.

## Stations
| Station                 | Japans       | Verbindingen | Wijk                  | Stad              | Prefectuur |
| ----------------------- | ------------ | --- | --------------------- | ----------------- | ---------- |
| Osaka Umeda             | 梅田         | JR West: Osaka-ringlijn, Tokaido-lijn (station Osaka) en de Tozai-lijn (station Kita-Shinchi) Hankyu: Kobe-lijn, Kioto-lijn Hanshin: Hanshin-lijn Metro van Osaka: Tanimachi-lijn, Midosuji-lijn, Yotsubashi-lijn (station Tennoji) | Kita-ku 北区          | Osaka大阪市       | Osaka      |
| Nakatsu                 | 中津         | Hankyu: Kobe-lijn | Kita-ku 北区          | Osaka大阪市       | Osaka      |
| Jūsō                    | 十三         | Hankyu: Kobe-lijn, Kioto-lijn | Yodogawa-ku-ku 淀川区 | Osaka大阪市       | Osaka      |
| Mikuni                  | 三国         | | Yodogawa-ku-ku 淀川区 | Osaka大阪市       | Osaka      |
| Shonai                  | 園田         | | Toyonaka 豊中市       | Toyonaka 豊中市   | Osaka      |
| Hattori-tenjin          | 服部天神     | | Toyonaka 豊中市       | Toyonaka 豊中市   | Osaka      |
| Sone                    | 曽根         | | Toyonaka 豊中市       | Toyonaka 豊中市   | Osaka      |
| Okamachi                | 岡町         | | Toyonaka 豊中市       | Toyonaka 豊中市   | Osaka      |
| Toyonaka                | 豊中         | | Toyonaka 豊中市       | Toyonaka 豊中市   | Osaka      |
| Hotarugaike             | 蛍池         | Osaka Monorail: Hoofdlijn | Toyonaka 豊中市       | Toyonaka 豊中市   | Osaka      |
| Ishibashi               | 石橋         | Hankyu: Minoo-lijn | Ikeda 池田市          | Ikeda 池田市      | Osaka      |
| Ikeda                   | 池田         | | Ikeda 池田市          | Ikeda 池田市      | Osaka      |
| Kawanishi-Noseguchi     | 川西能勢口   | Nose Electric Railway: Myoken-lijn JR West: Fukuchiyama-lijn (station Station Kawanishi-Ikeda) | Kawanishi 川西市      | Kawanishi 川西市  | Hyogo      |
| Hibarigaoka-Hanayashiki | 雲雀丘花屋敷 | | Takarazuka 宝塚市     | Takarazuka 宝塚市 | Hyogo      |
| Yamamoto                | 山本         | | Takarazuka 宝塚市     | Takarazuka 宝塚市 | Hyogo      |
| Nakayama-kannon         | 中山観音     | | Takarazuka 宝塚市     | Takarazuka 宝塚市 | Hyogo      |
| Mefu-Jinja              | 売布神社     | | Takarazuka 宝塚市     | Takarazuka 宝塚市 | Hyogo      |
| Kiyoshikōjin            | 清荒神       | | Takarazuka 宝塚市     | Takarazuka 宝塚市 | Hyogo      |
| Takarazuka              | 宝塚         | JR West: Fukuchiyama-lijn Hankyu: Imazu-lijn | Takarazuka 宝塚市     | Takarazuka 宝塚市 | Hyogo      |